# Heubeulisuk
Heubeulisuk is een bestuurslaag in het regentschap Majalengka van de provincie West-Java, Indonesië. Heubeulisuk telt 1139 inwoners (volkstelling 2010).